# Plainevaux (Paliseul)
Ne doit pas être confondu avec Plainevaux.
Plainevaux (en wallon : Plin.ne-Vau) est un village de la commune belge de Paliseul situé en Région wallonne dans la province de Luxembourg.
Avant la fusion de communes de 1977, il faisait partie de l’ancienne commune de Nollevaux.

## Situation
Plainevaux est un petit village ardennais bordé au nord par le Pichou appelé aussi ruisseau de Plainevaux qui prend, en aval, le nom de ruisseau de Pont-le-Prêtre. La partie sud du village est traversée par la route nationale 89 qui relie Vielsalm à Bouillon.
Les localités voisines sont Almache, Nollevaux et Bellevaux (commune de Bouillon). Le carrefour de Menuchenet se trouve à 2 km au sud-ouest.

## Patrimoine
La chapelle située au centre du village est dédiée à saint Hubert. Elle a été construite en 1830 par un particulier. Bâtie en pierres de schiste, son clocher et le dessus du porche d'entrée sont recouverts d'ardoises. L'édifice compte huit baies comportant des vitraux. Une grande croix de fer et un coq en girouette surmontent le clocher. Un petit cimetière contenant d'anciennes croix entoure la chapelle.

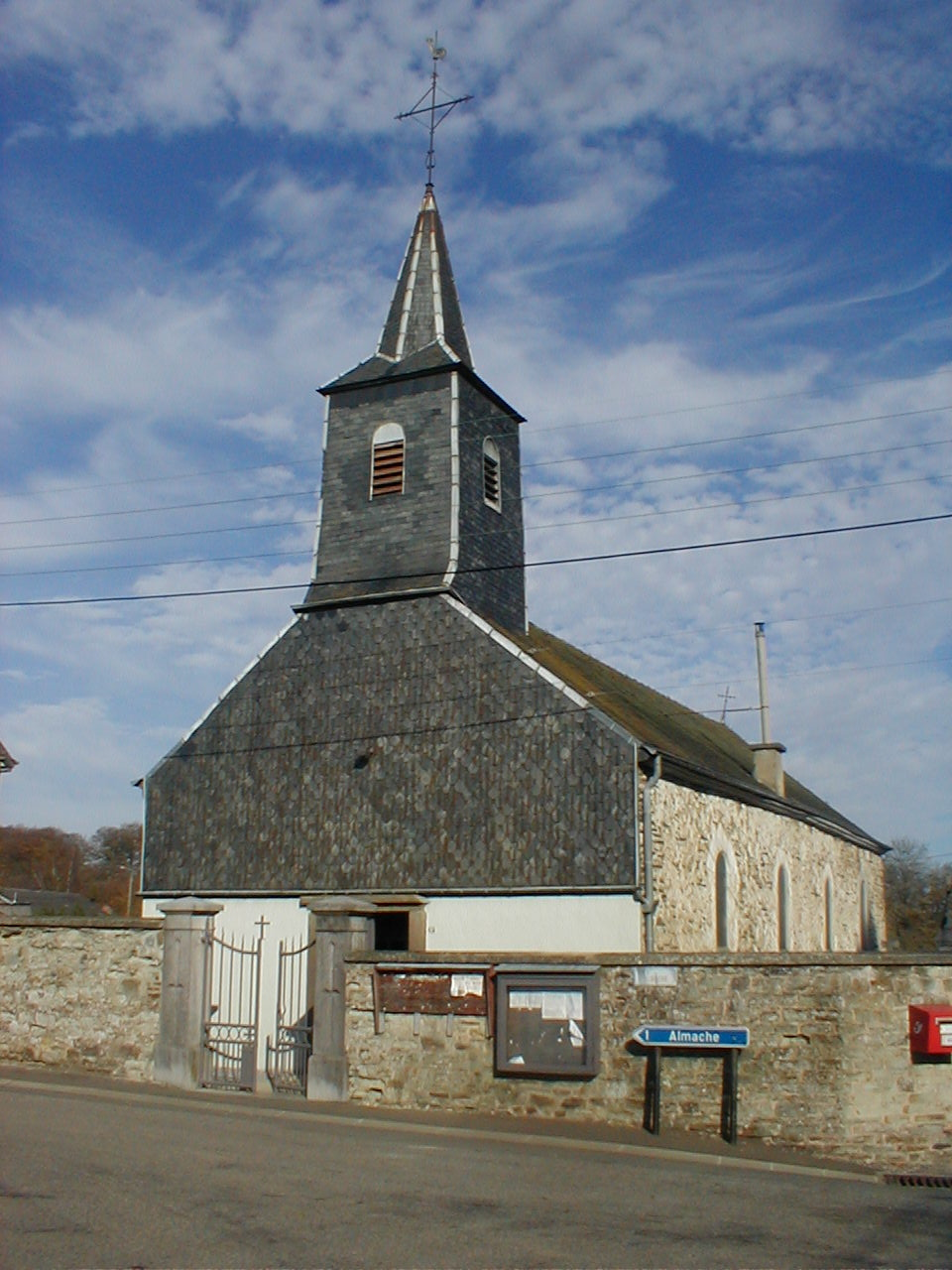
La chapelle Saint-Hubert.